# 혁명의 해부
혁명의 해부(The Anatomy of Revolution)는 1938년에 출판된 크레인 브린톤이 지은 저서이다. 이 저서에서 브린톤은 네 개의 대표적인 정치 혁명을 비교하여 그들 가진 공통점을 발견하였다.  네가지 혁명은 바로 1640년의 영국혁명, 미국혁명, 프랑스혁명과 1917년의 러시아 혁명이다.  각각의 혁명은 생명의 순환사이클을 가지며, 구체제에서 온건체제로 온건체제에서 급진체제로 바뀌며 이것은 테르미도르의 반동으로 이어진다.  이 저서는 지미 카터에게 영향을 미쳤다. 

## 같이 보기
- 이념
- 에릭 호퍼
- 크레인 브린톤
- 권력정치
- 혁명의 물결